# Mariene ecoregio Zuidelijke Caraïben
De Mariene ecoregio Zuidelijke Caraïben (66) (Engels: Southern Caribbean marine ecoregion) is een biogeografische regio en ligt in het westen van de Atlantische Oceaan in de Mariene provincie Tropische Noordwestelijke Atlantische Oceaan (12) in het Marien rijk Tropische Atlantische Oceaan. De mariene ecoregio is vastgesteld door het World Wide Fund for Nature en The Nature Conservancy en is vernoemd naar de Zuidelijke Caraïben.
In het zuidoosten grenst het gebied aan de mariene ecoregio Guyana (71), in het noordoosten aan de mariene ecoregio Oostelijke Caraïben (64), in het noordwesten aan de mariene ecoregio Grote Antillen (65) en in het westen aan de mariene ecoregio Zuidwestelijke Caraïben (67).

## Geografie
De mariene ecoregio ligt in het westen van de Atlantische Oceaan voor de noordkust van Venezuela, voor de noordkust in het noordoosten van Colombia, voor enkele kusten van Trinidad en Tobago en rond Aruba, Curaçao en Bonaire. Het gebied strekt zich uit van Dibulla in Colombia tot aan het noordoostelijke punt van het eiland Trinidad van Trinidad en Tobago en omvat onder andere het Meer van Maracaibo en de Golf van Venezuela, maar niet de Golf van Paria.
Door het gebied stroomt de Caraïbenstroom.

## Biogeografie
Het gebied kent zeeleven dat houdt van tropische temperaturen.